# Godspeed You! Black Emperor

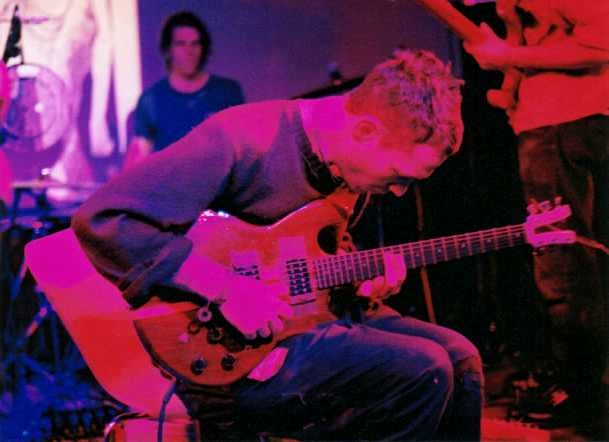
David Bryant.

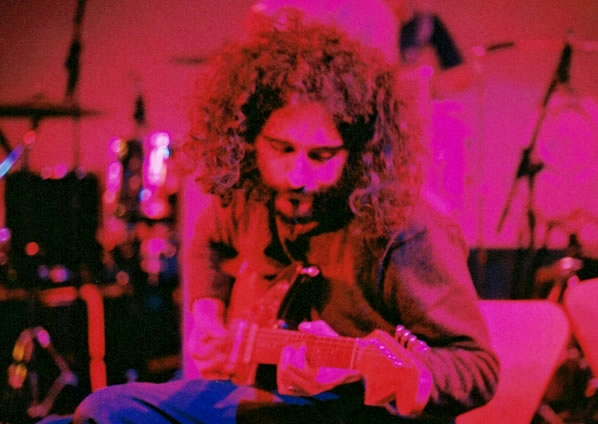
Efrim Menuck tocando la guitarra para GYBE durante noviembre de 2000.

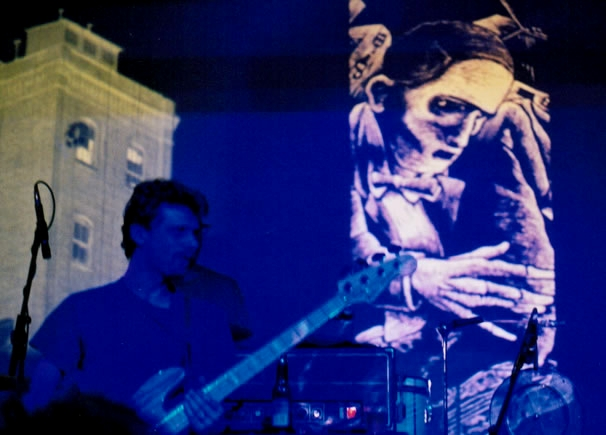
Mauro Pezzente tocando el bajo.

Godspeed You! Black Emperor (antes conocida como Godspeed You Black Emperor!) es una banda canadiense de post-rock, originaria de Montreal. Toma su nombre de God Speed You! Black Emperor (Goddo supiido yuu! Burakku emparaa), un documental japonés en blanco y negro de 1976 dirigido por Mitsuo Yanamigachi que trata de las fechorías de una banda de moteros japoneses, los Emperadores Negros.
El grupo suele ser clasificado dentro de la corriente del post-rock, aunque posee influencias que van desde el rock progresivo al punk, pasando por la música clásica y el avant-garde. 
Sus discos suelen consistir en pocas canciones de larga duración (la mayoría, entre 10 y 20 minutos) divididas en «movimientos» a menudo especificados en la cubierta.
Desde el 2003 al 2009 el grupo estuvo inactivo, ya que sus miembros se encontraban ocupados en varios proyectos paralelos; con todo, habían dejado claro que la banda no se ha disuelto.
En el 2010 anunciaron su regreso a los escenarios en una gira por el Reino Unido incluyendo una presentación como organizadores de las All Tomorrows Parties’s Nightmare Before Christmas.

## Historia
El grupo se formó durante 1994 con sólo tres miembros, pero su formación ha variado frecuentemente, llegando a incorporar hasta quince miembros. Hacia fines de 1998 la banda se estabilizó en nueve miembros. Los instrumentos han ido variando según el número de miembros de la formación, pero ha tendido en general a basarse en guitarras y bajos eléctricos junto con una sección de cuerdas y percusión. Otros instrumentos como el cuerno francés o el glockenspiel han aparecido de manera más ocasional. La música de algunos de sus discos es acompañada de fragmentos hablados grabados por la banda a lo largo de toda Norteamérica, incluyendo un predicador callejero en Providence, Rhode Island, un anuncio en una gasolinera, un grupo de niños hablando y cantando en francés, así como también fragmentos grabados directamente de una radio de onda corta.
Los miembros de la banda generalmente se han mostrado reacios a ofrecer entrevistas para publicitar su trabajo manifestando a menudo su desagrado por la industria musical masiva y las grandes corporaciones. Esto les ha hecho ganar una fama de figuras oscuras, incluso asociales y no se sabe gran cosa sobre sus personalidades. No obstante se dieron a conocer a un público más amplio tras aparecer en la portada de la revista británica NME en julio de 1999.
El miembro que más interactúa con la prensa es Efrim Menuck y es por esta razón por la que se le presenta como el líder, etiqueta que ha rechazado públicamente en varias ocasiones.
Los miembros del grupo han formado con el tiempo diferentes proyectos paralelos, como A Silver Mt. Zion, Fly Pan Am o Set Fire to Flames. El grupo contribuyó a la banda sonora de la película británica 28 Days Later con la canción East Hastings, aunque ésta sólo se puede escuchar en la película pues no se incluye en la banda sonora comercializada.
Publicaron la versión en CD de sus dos primeros discos en la discográfica Kranky habiendo publicado los LP con Constellation Records. Una vez finalizado el contrato con Kranky, Constellation pasó a encargarse de las versiones tanto en CD como en LP de su último trabajo hasta la fecha, Yanqui U.X.O.
En 2004 el guitarrista Roger-Tellier Craig abandonó la banda de manera amistosa para dedicar más tiempo a Fly Pan Am.
Entre las canciones que suelen tocar en vivo pero que no pueden encontrarse en ningún disco suyo hasta la fecha se encuentra «Gamelan», aunque gracias a que la banda no pone trabas a las grabaciones en sus conciertos estas dos canciones pueden encontrarse fácilmente en las redes P2P. De hecho suele ser habitual que el nuevo material circule entre los fans antes de salir al mercado de manera oficial. Otro de estos temas era «Albanian» que pasó a ser editado como «Mladic» en su álbum 'Allelujah! Don't Bend! Ascend! (2012) y que se basa en las atrocidades orquestadas entre otros por el general serbio-bosnio Ratko Mladic en 1995, hacia el final de la guerra de Bosnia.

### Inclinaciones políticas
Varios miembros de la banda son anarquistas, y su música tiene un importante componente político. Por ejemplo, las anotaciones del disco Yanqui U.X.O. describen la canción "09-15-00" como "Ariel Sharón rodeado por mil soldados israelitas marchando hacia la al-Haram Ash Sharif para provocar otra Intifada", y la tapa trasera del álbum contiene un cuadro mostrando las relaciones entre varias de las principales empresas discográficas y el complejo militar-industrial. Varias de sus canciones incorporan fragmentos con discursos expresando sentimientos políticos, entre ellos "The Dead Flag Blues" (en el disco F♯A♯∞), "Blaise Bailey Finnegan III" (en el disco Slow Riot for New Zerø Kanada) o "Anthem for no State" de su disco Luciferian Towers.
En 2003 el grupo fue confundido como una banda de terroristas. Mientras paraban a cargar gasolina en una estación de servicio en Ardmore, Oklahoma, durante su gira a través de los Estados Unidos, una de las empleadas de la estación creyó que el grupo de canadienses eran terroristas. Ésta rápidamente pasó una nota a uno de los compradores que se encontraban en la tienda para que diera aviso a la policía. Cuando la policía local se hizo presente en el lugar, demoraron a la banda por más de tres horas hasta que estos fueron interrogados por el FBI. A pesar de que la policía sospechó de los documentos antigubernamentales y algunas fotografías extrañas (como fotografías de pozos petroleros) que estaban en posesión de la banda, no encontraron ninguna prueba incriminadora. Después de que se comprobaran los antecedentes de sus miembros, la banda fue liberada de la custodia y continuaron el camino a su próximo show en Columbia, Misuri. Durante ese show en Misuri, Efrim Menuck se dirigió a la multitud explicándole lo sucedido y especuló con que su raza probablemente haya sido un motivo de su rápida liberación.

Solamente me siento muy afortunado de no ser pakistaní o coreano. Detuvieron a mil personas en California, y nadie sabe que pasó con ellos. Solamente tenemos suerte de ser unos bonitos niños blancos de Canadá. Por eso me siento afortunado.
Efrim Menuck.

Este incidente también fue mencionado por Michael Moore en su libro Dude, Where's My Country?.

## Discografía

### Álbumes
- (1997) F#A#∞
- (2000) Lift Your Skinny Fists Like Antennas to Heaven
- (2002) Yanqui U.X.O.
- (2012) 'Allelujah! Don't Bend! Ascend!
- (2015) 'Asunder, Sweet and Other Distress
- (2017) Luciferian Towers
- (2021) G_d’s Pee AT STATE’S END!
- (2024) No Title as of 13 February 2024 28,340 Dead

### EP
- (1994) All Lights Fucked on the Hairy Amp Drooling (sólo en casete, edición limitada a 33 copias)

- (1999) Slow Riot for New Zerø Kanada

### Compilaciones
- (1998) aMAZEzine! 7", contribuyó en la pista "Sunshine + Gasoline".
- (2004) Song of the Silent Land, contribuyó en la pista 14, "Outro".

## Integrantes

### Actuales
- Efrim Menuck, guitarra, teclados.
- David Bryant, guitarra.
- James Chau, guitarra.
- Mauro Pezzente, bajo.
- Thierry Amar, bajo.
- Aidan Girt, batería, percusión.
- Bruce Cawdron, batería, percusión.
- Sophie Trudeau, violín.
- Norsola Johnson, chelo.

### Otros miembros
- Roger-Tellier Craig, guitarra.
- Mike Moya, guitarra.

## Cronología
| Efrim Menuck playing the guitar on his lap | Mauro Pezzente playing bass guitar | David Bryant playing guitar | Sophie Trudeau playing the violin |  |  |  |  |

## Proyectos paralelos
| - 1-Speed Bike - Thee Silver Mt. Zion Memorial Orchestra - Bakunin's Bum - Balai Mécanique - Bottleskup Flenkenkenmike - Esmerine - Et Sans - Exhaust | - Fly Pan Am - 'Gypt Gore - HRSTA - Molasses - Sam Shalabi - Set Fire to Flames - Shalabi Effect |